# Тит Ларций Флав
Тит Ларций Флав или Руф (лат. Titus Lartius Flavus или Rufus) — политический деятель первых лет Римской республики, дважды консул, первый римский диктатор.

## Происхождение и семья
Семья Ларциев происходила из Этрурии. Их номен происходит от этрусского преномена Ларс. Брат Тита, Спурий Ларций Флав, был героем Республики, который защищал деревянный мост через Тибр вместе с Горацием Коклесом и Титом Герминием. Он избирался консулом в 506 и 490 годах до нашей эры.

## Первое консульство и диктатура
В 501 году Тит Ларций стал консулом вместе с Постумом Коминием Аврунком. Поскольку свергнутый царь Тарквиний Гордый нашёл союзников среди латинов, а в Риме росло недовольство плебеев, вызванное правлением патрициев, сенат назначил Тита Ларция диктатором.
Первым делом он ввёл должность начальника конницы и назначил на неё консула предыдущего года Спурия Кассия Вецеллина. Также он вернул секиры в фасции ликторов, дабы присмирить народ.
Затем он провел перепись населения и оценку его имущества, вследствие чего было определено число граждан призывного возраста. Из стариков Тит Ларций составил гарнизон города, а остальных мужчин разделил на три армии и вывел эти армии из города в те места, где они могли бы отразить наступление латинов.
После того, как одна из армий победила мародерствовавших на римской земле латинов, Тит Ларций приказал вылечить пленников и отпустить их домой без выкупа. Этот шаг позволил ему заключить годичное перемирие с латинами.
Затем Тит Ларций сложил с себя полномочия и назначил новых консулов.

## Второе консульство
В 498 году Тит Ларций избирается консулом во второй раз. Его коллегой был Квинт Клелий Сикул. В этом году шла война с латинами. Квинт остался в Риме разбираться со все нарастающей плебейской проблемой, а Тит продолжил осаду Фиден. В итоге он взял этот город.

## Дальнейшая карьера
В 494 году, когда плебеи покинули Рим и ушли на Священную Гору, Ларций был одним из тех, кого послал Сенат для переговоров с плебеями. В этом же году он занимал должность Custos Urbis. В 493 году участвовал в осаде Кориол, которая сделала знаменитым Гнея Марция Кориолана.